# 川上早春
川上 早春（かわかみ さはる、1991年2月12日 - ）は、日本の女優（元子役）、声優。スペースクラフトに所属していた。

## 出演
太字はメインキャラクター。

### テレビアニメ
- 砂沙美☆魔法少女クラブ（高峰司）
- 砂沙美☆魔法少女クラブ シーズン2（高峰司）

### テレビ
- いつみても波瀾万丈
- 伊東家の食卓
- 発掘!あるある大事典